# У моста
Пермский театр «У моста» — авторский театр в Перми. Основан в 1988 году. Создатель и художественный руководитель — Сергей Павлович Федотов.
По рейтингу журнала Forbes театр «У моста» входит в десятку лучших театров России. По версии портала Yell.ru театр «У моста» занимает четвертое место в рейтинге лучших российских театров.
Широко известный в Европе, единственный в мире мистический театр «У моста» — трижды номинант и лауреат национальной премии «Золотая маска», лауреат премии «Звезда театрала» в номинации «Лучший региональный театр России», обладатель 45 гран-при зарубежных фестивалей, чемпион Индийской театральной олимпиады, участник 197 международных фестивалей. Театр гастролировал в Индии, Египте, Австрии, Германии, Польше, Чехии, Болгарии, Сербии, Косово, Боснии и Герцеговине, Македонии, Черногории, Латвии, Литве, Эстонии, Украине, Беларуси, Венгрии, Словакии, Словении, Румынии, Грузии, Турции, Ирландии, Израиле, Казахстане, на Кипре и во многих городах России.
В 2018 году режиссёр Варвара Кальпиди к 30-летнему юбилею театра сняла фильм «Тридцатое измерение», посвященный театру «У моста».

## История театра
Созданная в 1983 году Сергеем Федотовым Нытвенская молодёжная театральная студия (г. Нытва, Пермский край) стала «первой генеральной репетицией» будущего театра «У моста». Именно здесь начались художественные эксперименты Сергея Федотова и поиски собственного режиссёрского языка. Очень скоро оригинальные постановки Федотова стали известны не только в Перми. В 1984—1986 Федотов проходил службу в армии на Дальнем Востоке под Хабаровском, где организовал первый в России солдатский театр. По окончании службы получил приглашение на работу в Пермский государственный институт искусств в качестве преподавателя на режиссёрский факультет. Через год создал в Перми свой театр.
В 1988 году «нытвенские» и «дальневосточные» репетиции завершились открытием в Перми нового театра на площадке Дворца культуры Телефонного завода (директор ДК Павел Курносов).
Название театр получил из-за своего местоположения рядом с Камским мостом. Постепенно название театра «У моста» обрело символическое значение, связанное с художественной концепцией театра. Постановки Сергея Федотова называют мостом между реальным и потусторонним, бытовым и мистическим, сознательным и бессознательным.

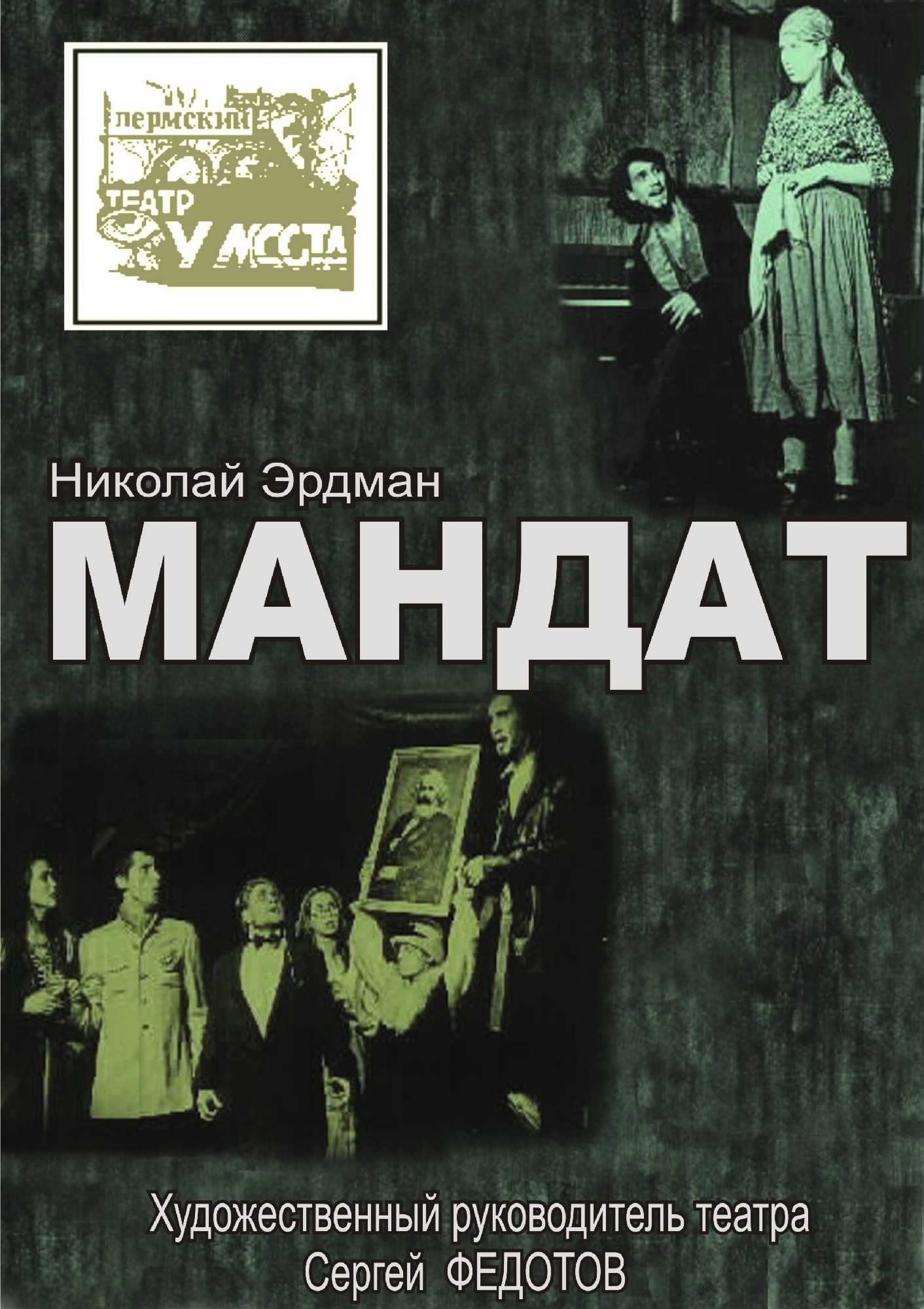
Афиша спектакля «Мандат»

Первой постановкой театра стал «Мандат» Николая Эрдмана — день премьеры 7 октября 1988 года — его днем рождения. В 1989 году Федотовым были поставлены спектакли «Жаворонок» Жана Ануя, «Бдым» С. Злотникова, «Дракон» Е. Шварца и ставший знаковым для театра спектакль «Зверь» М. Гиндина и В. Синакевича, где зародилась новая манера игры актёров, странная, пугающая, но в то же время невероятно притягательная и гипнотическая. На Всероссийском фестивале «Рампа дружбы 1990» в Тюмени спектакль получил гран-при.
В 1991 году на сцене «У моста» появляется ставший легендарным спектакль «Панночка», который в настоящее время носит название повести Н. Гоголя «Вий», по мотивам которой он создан. Спектакль, идущий уже более 30 лет, сыгранный около 3000 раз, стал для театра «У моста» настоящим символом, как в своё время «Чайка» для МХТ.
В 1992 году театр вместе со статусом городского получает собственное здание (Куйбышева, 11), которое вновь оказывается по соседству с Камским мостом. Новый театр реконструировали всего месяц, причем одновременно репетировали. И сыграли на новой сцене — премьеру — «Женитьбу» Н. В. Гоголя, которая вновь стала театральным событием.
Широкая известность театра началась именно с цикла гоголевских постановок, которые стали отражением всех форм его мистического мироощущения. Сергей Федотов обнаружил скрытые знаки присутствия мистического, о которых Гоголь, в действительности, проговаривается в каждом своем произведении, но, тем не менее, в постановочной традиции это упускается. Чаще всего пьесы Гоголя ставят или как бытовую комедию, или как сатиру. Федотов на практике дошёл до идей философа Д. Мережковского, сценически доказав, что в каждом произведении Гоголя есть черт.
В 1999 году театр выпустил спектакли по произведениям М. Булгакова «Мастер и Маргарита» и «Зойкина квартира», а в 2005 — «Собачье сердце». Булгаковская триада — это эксцентричная, яркая, дерзкая и эстетская игра с пятым измерением, параллельным миром, пространством мертвых, выстроенная с присущими Федотову чувством стиля и умной иронии.
В 2004 году Сергей Федотов впервые в России поставил «Сиротливый Запад» М. МакДонаха, став таким образом первооткрывателем этого ирландского драматурга для российской публики. Позднее театр «У моста» выпустил все его восемь пьес.
В 2008 году спектакль «Сиротливый Запад» был показан на фестивале «Золотая маска».
В 2010 году театр стал лауреатом «Золотой маски» за спектакль «Калека с Инишмана».
В 2014 году театр «У моста» получил главного Золотого витязя за спектакль «На дне» М. Горького.
В 2014 году театр «У моста» инициировал и организовал первый в мире Международный фестиваль Мартина МакДонаха. В 2016, 2018 и в 2020 годах театр провел II, III и IV фестивали.
В 2020 году театр получил гран-при фестиваля «Золотая провинция» в Пензе.

## Постановки
- «Мандат» Н. Эрдман, 1988 (реж. Сергей Федотов)
- «Зверь» В. Синакевич, М. Гиндин, 1989 (реж. Сергей Федотов)
- «Бдым» С. Золотников, 1989 (реж. Сергей Федотов)
- «Жаворонок» Ж. Ануй, 1990 (реж. Сергей Федотов)
- «Дракон» Е. Шварц, 1990 (реж Сергей Федотов)
- «Панночка» Н. Садур, 1991 (реж Сергей Федотов)
- «Женитьба» Н. Гоголь, 1992 (реж Сергей Федотов)
- «Чудная баба» Н. Садур, 1993 (реж. Владимир Панкратов)
- «Чемодан чепухи» Л. Петрушевская, 1993 (реж. Сергей Федотов)
- «Трактирщица» К. Гольдони, 1993 год (реж. Сергей Федотов)
- «Чайка» А. П. Чехов, 1994 (реж. Владимир Берзин)
- «Варшавский набат» В. Коростылев, 1995 (реж. Сергей Федотов)
- «Старая актриса на роль жены Достоевского» Э. Радзинский, 1995 (реж. Сергей Федотов)
- «Прекрасное воскресенье для пикника» Т. Уильямс, 1995 (реж. Владимир Берзин)
- «Играем Мрожека» С. Мрожек, 1996 (реж. Дмитрий Хомяков)
- «Калигула» А. Камю, 1996 (реж. Дмитрий Хомяков)
- «За закрытой дверью» Ж. П. Сартр, 1996 (реж. Иван Маленьких)
- «Брат Чичиков» Н. Садур, 1996 (реж. Сергей Федотов)
- «Чудо святого Антония» М. Метерлинк, 1997 (реж. Виктор Ильев)
- «Гамлет» В. Шекспир, 1997 (реж. Сергей Федотов)
- «Ревизор» Н. Гоголь, 1998 (реж. Сергей Федотов)
- «Две стрелы» А. Володин, 1998 (реж. Сергей Федотов)
- «Слон» А. Копков, 1998 (реж. Виктор Ильев)
- «Самоубийца» Н. Эрдман, 1999 (реж. Сергей Федотов)
- «Мастер и Маргарита» М. Булгаков, 1999 (реж. Сергей Федотов)
- «Зойкина квартира» М. Булгаков, 1999 (реж. Сергей Федотов)
- «Хапун» В. Ольшанский, 2000 (реж. Сергей Федотов)
- «Преступление и наказание» Ф. Достоевский, 2000 (реж. Сергей Федотов)
- «Смешные люди» Ф. Достоевский, 2000 (реж. Татьяна Жаркова)
- «Похождения Бальзаминова» А. Островский, 2000 (реж. Сергей Федотов)
- «Обыкновенное чудо» Е. Шварц, 2001 (реж. Сергей Федотов)
- «Последние…» М. Горький, 2001 (реж. Виктор Ильев)
- «Три сестры» А. Чехов, 2001 (реж. Сергей Федотов)
- «Люди, львы, орлы и куропатки…» Борис Акунин, 2002 (реж. Виктор Ильев)
- «Дом Бернарды Альбы» Ф. Г. Лорка, 2002 (реж. Андрей Гарсиа)
- «Свадьба с незнакомцем» Ю. Мамлеев, 2002 (реж. Сергей Федотов)
- «Валентин и Валентина» М. Рощин, 2003 (реж. Виктор Узун)
- «Танго» С. Мрожек, 2003 (реж. Ежи Вэльтэр, Польша)
- «Амадей» П. Шеффер, 2003 (реж. Валерий Конев)
- «Один день из жизни Мордасова» (по мотивам повести «Дядюшкин сон», Ф. М. Достоевский, 2003 (реж. Виктор Ильев)
- «Упырь» А. Толстой, 2004 (реж. Сергей Федотов)
- «Вечера на хуторе близ Диканьки» Н. Гоголь, 2004 (реж. Сергей Федотов)
- «Собачий вальс» Л. Андреев, 2004 (реж. Михаил Хоботов)
- «Трёхгрошовая опера» Б. Брехт, 2004 (реж. Дмитрий Хомяков)
- «Сиротливый Запад» Мартин МакДонах, 2004 (реж. Сергей Федотов)
- «Красавица из Линэна» М. МакДонах, 2004 (реж. Сергей Федотов)
- «Череп из Коннемары» М. МакДонах, 2005 (реж. Сергей Федотов)
- «Мой бедный Марат» А. Арбузов, 2005 (реж. Сергей Федотов)
- «Собачье сердце» М. Булгаков, 2005 (реж. Сергей Федотов)
- «Али-Баба и разбойники», 2006 (реж. Дмитрий Хомяков)
- «Тартюф» Ж. Б. Мольер, 2006 (реж. Дмитрий Хомяков)
- «Старуха» Д. Хармс, 2006 (реж. Алексей Курганов)
- «Термен» П.Зеленка, 2006 (реж. Сергей Федотов)
- «Юнона и Авось» А. Рыбников, А. Вознесенский, 2006 (реж. Сергей Федотов)
- «Дядя Ваня» А. Чехов, 2007 (реж. Сергей Красноперец)
- «Чацкий. Горе уму» А. Грибоедов, 2007 (реж. Сергей Красноперец)
- «Ромео и Джульетта» В. Шекспир, 2007 (реж. Сергей Федотов)
- «Двенадцатая ночь» В. Шекспир, 2007 (реж. Сергей Федотов)
- «Схватка» Ф. Катер, 2008 (реж. Ио-Анна Хаманн, Германия)
- «Дракула» Б. Стокер, 2008 (реж. Сергей Федотов)
- «Лейтенант с Инишмора» М. МакДонах, 2009 (реж. Сергей Федотов)
- «Детектор лжи» В. Сигарев, 2009 (реж. Сергей Федотов)
- «Курица» Н. Коляда ,2009 (реж. Сергей Федотов)
- «Ревизор» Н. Гоголь, 2009 (реж. Сергей Федотов)
- «Две стрелы» А. Володин, 2009 (реж. Сергей Федотов)
- «Свифт» Г. Горин, 2009 (реж. Виктор Шрайман)
- «Звезда и смерть Хоакина Мурьеты» А. Рыбников, 2009 (реж. Сергей Федотов)
- «Сансара» О.Богаев, 2010 (реж. Сергей Федотов)
- «Сердце не камень» А. Островский, 2010 (реж. В. Берзин)
- «Шельменко-денщик» Г. Квитка-Основьяненко, 2010 (реж. Сергей Федотов, В. Берзин)
- «Паника» М. Мюллюахо, 2011 (реж. Сергей Федотов)
- «Безрукий из Спокэна» М. МакДонах, 2011 (реж. Сергей Федотов)
- «Свадьба Бальзаминова» А. Островский, 2011 (реж. Сергей Федотов)
- «Ночь Святого Валентина» А. Мардань, 2011 (реж. Сергей Федотов)
- «Сторож» Г Пинтер, 2011 (реж. Сергей Федотов)
- «Запах» Р. Фамиляри, 2011 (реж. Кшиштоф Занусси)
- «Франкенштейн» М. Шелли, 2012 (реж. Сергей Федотов)
- «Чайка» А. Чехов, 2013 (реж. Сергей Федотов)
- «Хапун» В. Ольшанский, 2013 (реж. Сергей Федотов)
- «Человек - подушка» М. МакДонах, 2014 (реж. Леон Кейн)
- «На дне» М. Горький, 2014 (реж. Сергей Федотов)
- «Команда» С. Злотников, 2014 (реж. Сергей Федотов)
- «Идиот» Ф. Достоевский, 2014 (реж. Сергей Федотов)
- «Башмачкин» Н. Гоголь, 2014 (реж. Сергей Федотов)
- «Квазимодо» В. Гюго, 2015 (реж. Александр Азаркевич)
- «Дон Жуан» Ж. Б. Мольер, 2015 (реж. Ролан Боннин)
- «Гранатовый браслет» А. Куприн, 2015 (реж. Алла Чепинога)
- «Утраченное дитя» С. Шепард, 2015 (реж. Сергей Федотов)
- «Кьоджинские перепалки» К. Гольдони, 2016 (реж. Лука Кортина)
- «Палачи» М. МакДонах, 2016 (реж. Сергей Федотов)
- «Плот мертвецов», Х. Мюллер,2016 (реж. Сергей Федотов)
- «Макбет» В. Шекспир, 2016 (реж. Сергей Федотов)
- «Ханума» А. Цагарели, 2016 (реж. Сергей Федотов)
- «Сваха» Т. Уайлдер, 2017 (реж. Владимир Берзин)
- «Камедыя» В. Рудов, 2017 (реж. Андрэй Савасцей)
- «Зурикела» по мотивам романа «Я, бабушка, Илико и Илларион» Н. Думбадзе, 2017 (реж. Вахтанг Николава)
- «Васса», первый вариант - М. Горький, 2018 (реж. Сергей Федотов)
- «Головлёвы» М. Салтыков-Щедрин, 2018 (реж. Сергей Федотов)
- «Вий» Н. Гоголь, 2018 (реж. Сергей Федотов)
- «Невольницы» А. Островский, 2018 (реж. Владимир Берзин)
- «Женихи» И. Дунаевский, 2018 (реж. Алла Чепинога)
- «Мефистофель» Д. Нигро, 2018 (реж. Сергей Федотов)
- «Наводнение» Е. Замятин (пьеса Елены Баранчиковой), 2019 (реж. Овлякули Ходжакули)
- «Крошка Цахес» Э. Т. А. Гофман, 2019 (реж. Сергей Федотов)
- «Сон в шалую ночь» У. Шекспир, 2019 (реж. Владимир Берзин)
- «Мачеха Саманишвили» В. Констанитинов, Б. Рацер (по мотивам рассказа Давида Клдиашвили «Мачеха Саманишвили»), 2019 (реж. Сергей Федотов)
- «Малыш и Карлсон» Астрид Линдгрен, 2020 (реж. Сергей Федотов)
- «Энергичные люди» В. Шукшин, 2020 (реж. Сергей Федотов)
- «Мещане» М. Горький, 2020 (реж. Сергей Федотов)
- «Поле» Дж. Б. Кин, 2020 (реж. Сергей Федотов)
- «Пиковая дама» А. Пушкин, 2020 (реж. Алла Чепинога)

## Эстетика
Важной особенностью постановок театра «У моста» оказывается их выстроенность относительно фигуры актёра — самого сложного режиссёрского инструмента в диалоге со зрителем.

«Когда работаю с артистами, я не загоняю их в рамки заготовленного рисунка и какой-то определённой концепции. Мне интересно колдовать, шаманить, сочинять вместе с ними. Актёры импровизируют, играют этюды, а я размышляю. В результате получается нечто такое, о чём актёры и не подозревали. В нашей системе актёры играют не столько роли, сколько спектакль».

Именно игра актёров внутри единого ансамбля создает многоуровневую структуру спектакля.
Сценический мир в театре «У моста» во многом создается и благодаря особым литературным предпочтениям. Круг авторов так или иначе связан с мистикой (Н. Гоголь, М. Булгаков, Ф. Достоевский, У. Шекспир, Б. Стокер):

«Мы исследуем мистический театр. Для нас мистика это не тема, это особое мировоззрение. Многие классики создавали мистические произведения: Гоголь, Достоевский, Булгаков, Андреев, Шекспир и другие. Театр „У моста“ уже 20 лет исследует именно это направление литературы. Наши спектакли могут быть трагическими и комическими, но элемент инфернальности, когда в действие вмешиваются сверхъестественные силы, в них обязательно присутствует. На самом деле, в этом выражается наш собственный взгляд не только на театр, но и на законы человеческого существования, взаимоотношения внутреннего „я“ и внешнего мира, судьбы, предопределенности, власти над человеком неких сверхсил».

## Труппа театра
- Илья Бабошин
- Олеся Егорова
- Владимир Ильин
- Мария Сигаль
- Василий Скиданов
- Регина Шнигирь
- Мария Новиченко
- Алевтина Боровская
- Андрей Козлов
- Татьяна Голендухина
- Алена Войтенко
- Сергей Филькин
- Милена Хмылова
- Анастасия Перова
- Анастасия Леднева
- Виктория Андросова
- Виолетта Дьякова
- Дмитрий Мурзаев
- Алексей Улановский
- Анастасия Муратова
- Артём Пицык
- Карим Шанибов
- Виталий Швец
- Иван Ильин
- Александр Шаманов

## Международный фестиваль Мартина МакДонаха
Театр стал первым в мире инициатором и организатором Международного фестиваля Мартина МакДонаха и провел три фестиваля (2014, 2016, 2018 и 2020), в которых приняли участие театры из Ирландии, Великобритании и Северной Ирландии, Шотландии, Ирана, Польши, Сербии, Чехии, Черногории, Германии, Австрии, Испании, Нидерландов, Боснии и Герцеговины, Грузии, Македонии, Венгрии, Румынии, Молдовы, Украины, Беларуси, Казахстана, Азербайджана и России.
Театр «У моста» — первооткрыватель ирландского драматурга Мартина МакДонаха в России, единственный в мире театр, на сцене которого поставлены 8 его пьес.